# Берген
Берген (норв. Bergen) је по величини и значају други град у Норвешкој. Град је највећи град покрајине Западне Норвешке и седиште округа Хордаланд.
Град Берген је 2011. године имао око 263 хиљада становника у управним границама, а на ширем градском подручју ( Велики Берген) живело је близу 390 хиљада становника.
Берген је у прошлости био познат као једна од најважнијих лука Ханзеатске Лиге. И данас је Берген важна лука, највећа у држави. Град је и важно привредно, културно и политичко средиште државе.
Стари, очувани трговачки део града, Бриген, је данас на списку светске баштине УНЕСКО-а.
У Бергену је рођен Едвард Григ и виолиниста Оле Бул.

## Порекло назива
Данашњи назив Берген изведен је од старонорвешких речи bjørg + vin, у значењу долина између планина, што описује положај града. На исландском и фарском језику стари назив Björgvin се користи и данас.

## Географија
Град Берген се налази у западном делу Норвешке. Од главног града Осла град је удаљен 520 km западно. Најближи већи град је Ставангер, удаљен 210 km јужно од града.
Рељеф: Берген се налази на западној обали Скандинавског полуострва. Град се развио на дну залива, у невеликој равници уз море. Она је затворена од остатка копна са Седам планина, које се веома стрмо издижу од градског језгра. Новији делови града пружају се по нижим брдима датих планина, па је град веома брдовит. Сходно томе, надморска висина града иде од 0 до 150 м надморске висине.
Клима: Клима у Бергену је умерено континентална са утицајем Атлантика и Голфске струје. Њу одликују благе зиме и хладнија лета. Град је и веома кишовит.
Воде: Берген се развио као морска лука на у дну истоименог омањег залива, дела Северног мора. Залив није отворен ка мору, већ се ту налази више острва (Аскеј, Холснеј, Сотра). Ово је било важно по стратешки положај Бергена као луке. Већи део градског приобаља данас је лука, највећа у Норвешкој.

## Историја
Први трагови насељавања на месту данашњег Бергена јављају се у доба праисторије. Данашње насеље основано је у средњем веку, 1070. године, од стране краља Олава Киреа. Већ 1217. године Берген преузима улогу престонице од севернијег Трондхејма, али је већ 1299. године предаје Ослу. Од тог времена град је већ познат као велика лука, која се убрзо укључује у Ханзу. У складу са тим град постаје и изванредно важно трговиште у северној Европи.
У 16. веку долази до опадања значаја трговине, везано за несугласице између круне и немачких (саских) трговаца. Међутим, град се брзо опоравио, остајући највећи град у држави до 1830. године. Стога је 1831. године, приликом стварања савремених округа у Норвешкој, Берген, уз Осло, постао град-округ, али је ово укинуто 1972. године. Тада је град прикључен околном округу Хордаланд.
Нови полет Берген доживљава у другој половини 19. века, када долази до индустријализације, па, посредно, до наглог пораста становништва и ширења града изван средњовековних зидина.
Током петогодишње окупације Норвешке (1940—45) од стране Трећег рајха град и његово становништво су више страдали у односу на друге градове у држави. Разлог овоме била је стратешка важност града.
Последњих деценија Берген се развио у савремен град, један од најбогатијих у северној Европи.

## Становништво
Данас Берген има око 260 хиљада у градским границама, што је 2,5 пута више него пре једног века. Град са околним предграђима преко 390 хиљада. Последњих година број становника у граду се повећава по годишњој стопи од 1%, а у случају предграђа ово је и више.
Етнички састав: Становништво Бергена је до пре пар деценија било било готово искључиво етнички норвешко. Међутим, бројни усељеници из страних земаља изменили су састав становништва. Тако данас етнички Норвежани чине 88% градског становништва, а присутни су и Пољаци, Арапи, Вијетнамци, Чилеанци и други.
Верски састав: Већина становника Бергена су припадници протестантске Цркве Норвешке (80%). Други по броју су атеисти (14%), потом римокатолици (3%).

## Привреда
Привреда Бергена посебно се ослања на велику градску луку, једну од највећих у северној Европи и највећу у Норвешкој. Град је последњих деценија постао значајно саобраћајно чвориште. Посебно је занимљиво то што је град главна тачка за превоз радника на гасним и нафтним платформама у норвешком делу Северног мора.
Данас се градска привреда све више ослања на трговину и услуге, као и на примену научно-истраживачког рада. Тако је Берген познат по истраживању мора.

## Градске знаменитости
Цео Берген, скучен у омањој долини између планина, је посебност и градске панораме представљају део градске препознатљивости.
Најважнија знаменитост града Бергена је очувани трговачки део старог градског језгра, Бриген, који је данас на списку светске баштине УНЕСКО-а. Њега одликује дух средњег века, у виду кућа од дрвета и узаних улица.
Поред тога, пажњу плене и бројне велелепне грађевине:
- Саборна црква св. Јована, најважнија градска црква, са краја 19. века,
- Епископска црква, из 17. века,
- Градска тврђава,
- Градска кућа у савременом здању,
- Градски музеј и друго.

## Партнерски градови
- Сијетл
- Либек
- Орхус
- Gothenburg Municipality
- Њукасл на Тајну

## Галерија
- Поглед на Берген ноћу
- Средњовековни Бриген, под заштитом УНЕСКО-а
- Саборна црква св. Јована
- Епископска црква
- Савремено здање Градске куће Бергена
- Народно позориште у Бергену
- Градски музеј
- Градски парк, са спомеником Едварду Григу

## Становништво
| Година       |
| Становништво |
| ------------ |